# Герб Сінеша
Ге́рб Сі́неша — офіційний символ міста Сінеш, Португалія. Використовується як територіальний герб. Шаховий щит із золотого і червоного кольорів, поділений на три вертикальних і п'ять горизонтальних рядів. Червоні поля перетяті двома срібними смугами. У щиті срібний замок із трьома баштами, червоними вікнами і брамами. На найвищій центральній башті висить червоний Яківський хрест. Замок стоїть у морі з шести хвилястих смуг — трьох зелених і трьох срібних. Щит увінчує срібна мурована міська корона з п'ятьма вежами.  Під щитом біла стрічка, на якій великими літерами напис португальською: «Sines» (Сінеш).  Офіційно затверджений 30 листопада 1997 року. Створений на основі попереднього містечкового герба, ухваленого 28 жовтня 1936 року. 

## Галерея

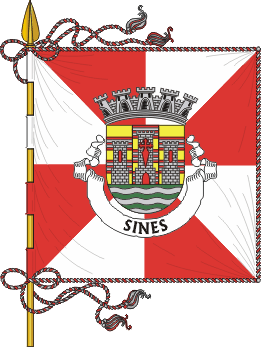
Прапор